# Łastiwci (obwód chmielnicki)
Łastiwci (ukr. Ластівці, pol. hist. Łastowce) – wieś na Ukrainie, w obwodzie chmielnickim, w rejonie kamienieckim.
W czasach Rzeczypospolitej wieś leżała w województwie podolskim. Odpadła od Polski w wyniku II rozbioru.
We wsi urodził się Dionizy Krzyczkowski (1861-po 1939), polski inżynier architekt, nauczyciel.